# 31988 Jasonfiacco
31988 Jasonfiacco este un asteroid din centura principală de asteroizi.

## Descriere
31988 Jasonfiacco este un asteroid din centura principală de asteroizi. A fost descoperit pe 28 aprilie 2000 la Socorro, New Mexico, în cadrul proiectului LINEAR. Asteroidul prezintă o orbită caracterizată de o semiaxă mare de 2,24 ua, o excentricitate de 0,16 și o înclinație de 2,2° în raport cu ecliptica.